# Wapen van Sint Anna ter Muiden

Het wapen van Sint Anna ter Muiden

Het wapen van Sint Anna ter Muiden werd op 31 juli 1817 aan de Zeeuwse gemeente Sint Anna ter Muiden toegekend. De gemeente werd in 1880 opgeheven, fuseerde met de stad Sluis, waardoor het wapen niet langer meer in gebruik is. Bij de Hoge Raad van Adel is ten tijde van de erkenning officieel geen tekst opgenomen, deze is door de Hoge Raad later in het archief geplaatst. Het wapen werd erkend, omdat het al voor de vorming van de gemeente Sint Anna ter Muiden in gebruik was.

## Blazoenering
De blazoenering van het wapen luidde als volgt:
Van keel, beladen met een scheepsanker van sabel, vergezeld ter regterzijde van eene gouden zon en ter linkerzijde van eene omgewende maansikkel van hetzelfde. Het schild gedekt met eene gouden kroon van vijf bladeren en geplaatst tegen een zittenden griffioen van sabel, de kop en de hals van keel, de staart tusschen de achterpooten doorgeslagen en met eene naar omlaag gerichte vlucht van zilver, tenslotte getongd van keel, gebekt en genageld van goud.
Het schild is rood van kleur waarop een zwart scheepsanker. Door deze kleurstelling is het een raadselwapen. Rechts, voor de toeschouwer links, staat een gouden zon en aan de andere zijde van het anker een gouden maansikkel. Boven op het schild een gouden kroon van vijf bladeren.

## Symboliek
Het zwarte anker staat symbool voor het belang dat Sint Anna ter Muiden als zeehaven had. De twee hemellichamen benadrukken dit ook nog eens, zij werden door zeelieden gebruikt om te navigeren.
Volgens de gemeente duiden de maan en zon echter op het belang van de handel met de Turken. Dit werd in ieder geval gesteld in de brief waarin het wapen aangevraagd werd. De zon en de maan zouden te danken zijn aan de Turken die via Sint Anna ter Muiden handel dreven  met Brugge. Het wapen komt ook voor in het stadhuis van Brugge, maar dan zonder de zon. In plaats van de zon is er een ster geplaatst.

## Geschiedenis
Hoewel Sint Anna ter Muiden in 1241 stadsrechten verkreeg is het eerste zegel met een vergelijkbare afdruk bekend uit de 16e eeuw.
Op het wapen stond bij de aanvraag niet een kroon van vijf bladeren, maar een van in totaal 22 parels. 19 van de parels vormden een rand met daarop nog drie parels.
Aagtekerke
· Aardenburg
· Arnemuiden
· Axel
· Baarland
· Bath
· Biervliet
· Biggekerke
· Bloois
· Bommenede
· Borssele
· Boschkapelle
· Botland
· Breskens
· Brigdamme
· Brijdorpe
· Brouwershaven
· Bruinisse
· Burgh
· Buttinge
· Cadzand
· Clinge
· Colijnsplaat
· Domburg
· Dreischor
· Driewegen
· Duiveland
· Duivendijke
· Elkerzee
· Ellemeet
· Ellewoutsdijk
· Eversdijk
· Gapinge
· Graauw en Langendam
· 's-Gravenpolder
· Grijpskerke
· Groede
· Haamstede
· 's-Heer Abtskerke
· 's-Heer Arendskerke
· 's-Heer Hendrikskinderen
· 's-Heerenhoek
· Heille
· Heinkenszand
· Hengstdijk
· Hoedekenskerke
· Hoek
· Hontenisse
· Hoofdplaat
· Hoogelande
· IJzendijke
· Kapelle
· Kats
· Kattendijke
· Kerkwerve
· Klaaskinderkerke
· Kleverskerke
· Kloetinge
· Koewacht
· Kortgene
· Koudekerke
· Krabbendijke
· Kruiningen
· Looperskapelle
· Maire
· Mariekerke
· Meliskerke
· Middenschouwen
· Nieuw- en Sint Joosland
· Nieuwerkerk
· Nieuwerkerke
· Nieuwlande
· Nieuwvliet
· Nisse
· Noordgouwe
· Noordwelle
· Oostburg
· Oosterland
· Oostkapelle
· Oost-Souburg
· Oost- en West-Souburg
· Ossenisse
· Oud-Vossemeer
· Oudelande
· Ouwerkerk
· Overslag
· Ovezande
· Philippine
· Poortvliet
· Renesse
· Rengerskerke en Zuidland
· Retranchement
· Rilland
· Rilland-Bath
· Ritthem
· Sas van Gent
· Scherpenisse
· Schoondijke
· Schore
· Serooskerke (Schouwen-Duiveland)
· Serooskerke (Veere)
· Sinoutskerke en Baarsdorp
· Sint Anna ter Muiden
· Sint-Annaland
· Sint Jansteen
· Sint Kruis
· Sint Laurens
· Sint-Maartensdijk
· Sint Philipsland
· Sirjansland
· Sluis
· Sluis-Aardenburg
· Stavenisse
· Stoppeldijk
· Valkenisse (Walcheren)
· Valkenisse (Zuid-Beveland)
· Vogelwaarde
· Vrouwenpolder
· Waarde
· Waterlandkerkje
· Wemeldinge
· West-Souburg
· Westdorpe
· Westenschouwen
· Westerschouwen
· Westkapelle
· Westkapelle-Buiten en Sirpoppekerke
· Westkerke
· Wissekerke
· Wissenkerke
· Wolphaartsdijk
· Yerseke
· Zaamslag
· Zierikzee
· Zonnemaire
· Zoutelande
· Zuiddorpe
· Zuidzande
· Zwake

Dorpswapens: Geersdijk
· Hansweert
· Kamperland